# Henning Schwarz

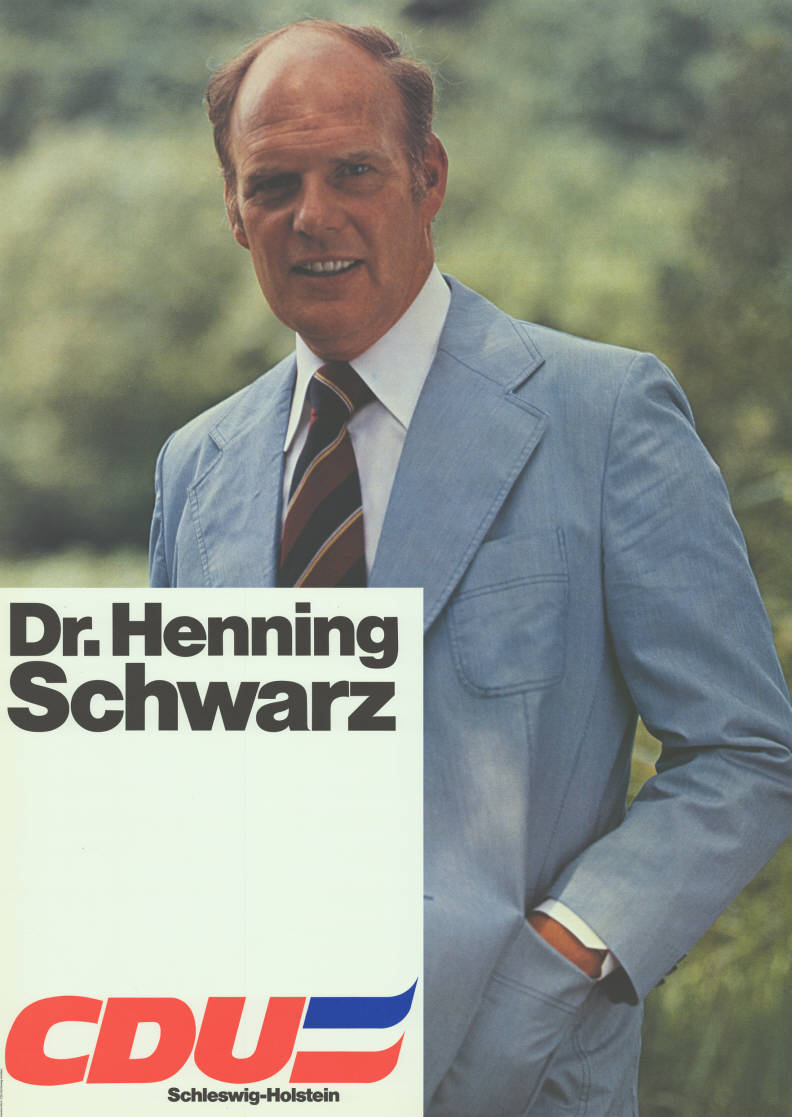
Kandidatenplakat zur Landtagswahl in Schleswig-Holstein 1979

Henning Michael Schwarz (* 5. Oktober 1928 auf Gut Frauenholz bei Bad Oldesloe; † 13. April 1993 in Kiel) war ein deutscher Jurist und Politiker (CDU). Er war von 1969 bis 1988 Minister des Landes Schleswig-Holstein (in den Ressorts Bundesangelegenheiten und Justiz) und nahm 1987 bis 1988 kommissarisch die Amtsgeschäfte des Ministerpräsidenten von Schleswig-Holstein wahr. Von 1971 bis 1975 und erneut von 1979 bis 1987 war er Abgeordneter im Schleswig-Holsteinischen Landtag.

## Leben
Henning Schwarz war der Sohn des CDU-Politikers Werner Schwarz (1900–1982), der von 1959 bis 1965 als Bundesminister für Ernährung, Landwirtschaft und Forsten amtierte. Nach der Teilnahme am Zweiten Weltkrieg bestand Schwarz 1949 das Abitur. Er studierte an der Julius-Maximilians-Universität Würzburg und der Universität Hamburg Rechtswissenschaft. Er bestand 1953 das erste und 1957 das zweite juristische Staatsexamen. 1958 wurde er in Hamburg zum Dr. iur. promoviert. Seither war er als Rechtsanwalt und seit 1959 auch als Notar tätig. Er war verheiratet und hatte drei Kinder, darunter die spätere Innen- und Justizministerin des Landes Schleswig-Holstein Sabine Sütterlin-Waack (* 1958). Der Bauernfunktionär und Politiker Werner Schwarz ist sein Neffe. Mit 64 Jahren erlag er am 13. April 1993 einer Leukämie.

## Politik
Seit 1948 war Schwarz Mitglied der CDU Schleswig-Holstein. Vom 24. Mai 1971 bis zum 24. Mai 1975 und erneut vom 29. Mai 1979 bis zum 2. Oktober 1987 gehörte er dem Landesparlament von Schleswig-Holstein in dessen 7., 9. und 10. Legislaturperiode an.
Bereits ab dem 10. November 1969 war Schwarz als Justizminister Mitglied der Landesregierung von Schleswig-Holstein unter der Führung von Ministerpräsident Helmut Lemke. Am 29. Mai 1979 wechselte er in das Amt des Ministers für Bundesangelegenheiten. Vom 13. April 1983 bis zum 16. Dezember 1985 amtierte er zugleich erneut als Justizminister. Am 26. Mai 1975 wurde er von Ministerpräsident Gerhard Stoltenberg zu dessen Stellvertreter berufen; eine Funktion, die Schwarz auch bei Stoltenbergs Nachfolger im Amt des Ministerpräsidenten Uwe Barschel behielt.
Nachdem Barschel nach der Landtagswahl 1987 vor allem aufgrund der Barschel-Affäre am 2. Oktober 1987 vom Amt zurückgetreten war, übernahm Schwarz als sein Stellvertreter kommissarisch die Amtsgeschäfte des Ministerpräsidenten. Da es während der 11. Wahlperiode nicht zu einer Neuwahl eines Ministerpräsidenten und damit verbundenen Regierungsbildung kam, amtierte Schwarz mit sechs weiteren CDU-Ministern als geschäftsführende Landesregierung. Nachdem als Ergebnis der 12. Landtagswahl 1988 eine neue Mehrheitsregierung der SPD unter Ministerpräsident Björn Engholm zustande kam, schied Henning Schwarz am 31. Mai 1988 aus der Landesregierung aus.

## Ehrungen
- 1975: Verdienstorden der Bundesrepublik Deutschland, Großes Verdienstkreuz
- 1978: Großes Verdienstkreuz mit Stern[4]
- 1988: Großes Verdienstkreuz mit Stern und Schulterband